# Feza Gürsey
Feza Gürsey (* 7. April 1921 in Istanbul; † 13. April 1992 in New Haven, Connecticut) war ein türkischer theoretischer Physiker. Sein bekanntester Beitrag zur theoretischen Physik galt der Anwendung der Gruppentheorie in der Elementarteilchenphysik.

## Leben
Gürseys Eltern waren Reşit Süreyya Gürsey und die Chemikerin Remziye Hisar. Er besuchte die angesehene höhere Schule Galatasaray Lisesi und studierte Mathematik und Physik an der Naturwissenschaftlichen Fakultät (tr. Fen Fakultesi) in Istanbul. Er promovierte 1950 am Imperial College in London bei Harry Jones über die Anwendung von Quaternionen in der Quantenfeldtheorie. Anschließend arbeitete er an der Universität Cambridge, bevor er zur Universität von Istanbul wechselte. Dort arbeitete er zunächst als Assistent, dann ab 1953 als Professor. Er heiratete 1952 seine Kollegin Suha Pamir.
Die Jahre von 1957 bis 1961 gelten als seine produktivsten. In dieser Zeit arbeitete er am Brookhaven National Laboratory, im Institute for Advanced Study in Princeton und an der Columbia University. In den sechziger Jahren arbeitete über nichtlineare Systeme und veröffentlichte zu Themen der starken Wechselwirkung.
1961 kehrte er zurück in die Türkei, dort nahm er den Titel Professor der Technischen Universität des Nahen Ostens (METU) an und übernahm eine bedeutende Aufgabe in der Einrichtung der Abteilung der theoretischen Physik, die unter Leitung von Erdal Inönü stand. Seine Arbeit als Lektor an diesem Institut setzte er bis 1974 fort. Schon Anfang der 1960er Jahre war er aber abwechselnd in Ankara und in den USA, zum Beispiel an der Yale University. 1965 wurde ihm eine Position an der Yale University angeboten. Er nahm das Angebot 1968 an und arbeitete dort bis zu seiner Emeritierung 1991. Ab 1977 hatte er dort den Gibbs Lehrstuhl. 1992 starb er an Prostatakrebs. 1972 wurde er Fellow der American Physical Society.
Gürsey galt international als Autorität für Gruppentheorie-Anwendungen in der Physik (speziell der Elementarteilchenphysik). Besonders bekannt wurde er in den 1960er Jahren durch die Erweiterung der SU(3) Symmetrie der Elementarteilchen auf eine SU(6) Symmetrie (unter Einbeziehung des Spins), eingeführt mit Luigi Radicati 1964 am Brookhaven National Laboratory. Später spielte er eine wichtige Rolle in der Formulierung von E6 Theorien und GUTs mit anderen exzeptionellen Liegruppen wie E 7, E8. Gürsey galt auch als Experte für die Anwendung von Quaternionen und Oktonionen in der Physik.
Gürsey zu Ehren wurde das Feza-Gürsey-Institut als gemeinsame Gründung der Bosporus-Universität und des TÜBİTAK eingerichtet. Im Juli 2011 wurde das Institut umgewandelt von einem Institut für theoretische Physik in ein Institut für Angewandte Mathematik und dem Zentrum für Informatik und Informationssicherheit (Bilgem) untergeordnet. Das führte zu Protesten. Der Name soll aber erhalten bleiben.
Gürsey gilt als der wichtigste Physiker der Türkei.

## Auszeichnungen
- 1969 (TÜBİTAK) Science Award
- 1977 Oppenheimer Award zusammen mit Sheldon Glashow
- 1977 A. Cressey Morrison Prize in Naturwissenschaften zusammen mit Robert Griffiths
- 1981 Collège de France Auszeichnung
- 1983 Commendatore des Verdienstordens der Italienischen Republik
- 1986 Wigner-Medaille
- 1986 Mitglied der American Academy of Arts and Sciences
- 1990 Galatasaray-Gymnasium Preis

## Schriften
- mit Chia-Hsiung Tze: On the role of Division, Jordan and related Algebras in Particle Physics, World Scientific 1996